# 高木優奈
高木 優奈（たかぎ ゆうな、1998年5月13日 - ）は、神奈川県小田原市出身の日本の女子ゴルファーである。所属はフリー
父の影響により11歳でゴルフを始める。

## アマチュア時代
小学生時代に体操競技を始めるが手首の故障により体操を断念。
ジュニア時代の主な成績として2013年「神奈川県アマチュアゴルフ選手権」（女子の部）優勝がある、これは中学生として史上2人目の出来事であった。
中学生・高校生時代は陸上競技部に所属。
高校生時代の2016年に「Ｔポイントレディスゴルフトーナメント」（大会名は当時）において日本女子プロゴルフ協会（LPGA）ツアーにアマチュアとして初出場（予選落ち）。
相洋中学校・高等学校卒業。
高校卒業後の2017年にLPGA最終プロテストに進出し53位タイ（不合格）、同年アマチュア資格を返上しプロ転向する。

## プロ転向後
2018年もLPGA最終プロテストに進出し79位タイ（不合格）、同年ファイナルQTに進出し92位（QTランキングとしては90位）翌シーズンからステップ・アップ・ツアーを中心にツアー競技に参加できる事になった。
2019年3月「Tポイント×ENEOSゴルフトーナメント」においてLPGAツアーにプロとして初出場（予選落ち）。同年シーズン前半時点でTP単年登録者である。同年7月ステップ・アップ・ツアー「ANA PRINCESS CUP」において、下部ツアーながらプロ初優勝を果たす。
2020−21年
19年にステップ・アップ・ツアー優勝の権利と賞金ランキング70位以内の特例処置で得たツアー予選会（QT）で43位に入り、今季はTP単年登録という形で戦う事になった。
TOTOジャパンクラシックを欠場し、プロテストを受験。しかし、またもや不合格に。
大王製紙エリエールレディスオープンは21日、愛媛・エリエールGC松山（6545ヤード、パー71）で最終ラウンド（R）が行わ1バーディー、2ボギーの72で回り、通算3オーバーの52位。来季シード権獲得はならなかった。
次年度試合出場やQT出場権を維持するには「JLPGA正会員」にならなければならない。11月の最終プロテストを不合格になったため、正会員入りには賞金ランクかメルセデスランクで50位以内に入って来季シード権を獲得するか、ツアー優勝するしかない状況だった。
2022年ヤマハスポーツと用具契約を結ぶ。
ロレックスランキング300位以内の選手が推薦で出場権を得る臨時登録者(シーズン4試合まで)でヤマハレディースオープン葛城に出場し29位タイが最高位、
他の2試合は予選落ちし、その後300位以上になり残る1試合は出場出来て居ない。
6月2日に開催される全米女子オープンの日本地区予選会に出場し1日36ホール(18Hx2)し上位５名に入り出場権を獲得した。
本戦の【パインニードルズ・ロッジ&GC 6638ヤード パー71 (6月2日〜5日)】に自身海外メジャー初出場で、2日目68をマークするなど予選ラウンドは通過したが、決勝ラウンドではスコアを大きく落とす結果となった。 74−68−78−84 トータル19オーバー69位で4日間を終えた。
　　
　　大会後インタビュー
　決勝ラウンドに進まなければ、この難しさを実感することはできなかったと思います。決勝ラウンドに向けてコースが豹変するメジャーのセッティングを実感できたのは大きな収穫でした。
6月7日付けのロレックスランキングで296まで上がりツアーに1試合推薦出場する権利が発生した。